# سفارة تونس لدى موريتانيا
سفارة تونس لدى موريتانيا هي البعثة الدبلوماسية لجمهورية تونس لدى جمهورية موريتانيا، وتقع بالعاصمة نواكشوط.

## السفراء
سفراء تونس لدى موريتانيا هم على التوالي:
| الاسم              | تاريخ التعيين  | م     |
| ------------------ | -------------- | ----- |
| صبري شعباني        | 12 سبتمبر 2020 | [ 2 ] |
| عبد القادر الساحلي |                |       |